# Prise de Damiette (1249)
Pour les articles homonymes, voir Bataille de Damiette.
Septième croisade
Batailles
- Damiette
- Mansourah
- Fariskur

La prise de Damiette en Égypte par l'armée du roi Louis IX dit « Saint Louis » en 1249 est un épisode guerrier de la septième croisade.

## Contexte
Le 23 août 1244, les Turcs kwârizmiens prennent les villes chrétiennes de Tibériade et de Jérusalem. Le pape Innocent IV réunit en 1245 un concile à Lyon, et décide d’organiser une nouvelle croisade pour libérer la ville sainte.
Le roi Louis IX (dit « Saint Louis »), qui avait fait dès décembre 1244 le vœu de partir en croisade s'il guérissait de la grave maladie qui l'affectait, décide de « prendre la croix ». Il est suivi par ses trois frères et de nombreux seigneurs. Cette septième croisade est presque exclusivement composée de nobles et chevaliers du royaume de France, ainsi que d'artisans et de laboureurs enrôlés dans le but de conquérir l’Égypte.

## Préparatifs
Après 3 années de préparatifs, Louis IX embarque du port d’Aigues-Mortes le 25 août 1248 avec une grande partie de la noblesse française pour Chypre, lieu de rendez-vous général. La flotte débarque à Limassol le 17 septembre 1248, où les croisés décident de passer l'hiver avant de débarquer en Égypte pour y prendre des villes et les échanger contre Jérusalem.
Cette période d'attente permet à l'empereur islamophile Frédéric II d'avertir des projets francs son ami le sultan d’Égypte Malik al-Salih Ayyoub, qui peut ainsi se préparer à l’arrivée des croisés.

## L'expédition
L'embarquement des troupes pour l'Égypte a lieu le 13 mai 1249. Le 15 mai, Louis IX donne l'ordre de faire voile vers Damiette, mais le mauvais temps fait reporter le départ au 19 mai. Par deux fois, la flotte est contrainte par la tempête de retourner à Limassol.
Le départ a enfin lieu le 30 mai et les premiers navires arrivent le 4 juin en vue de Damiette, où se massent les troupes du sultan d’Égypte Malik al-Salih Ayyoub (absent, car gravement malade), sous les ordres de l’émir Fakhr al-Dîn.
Le 5 juin 1249, après une « messe en mer »,  Louis IX  et ses troupes prennent place dans des embarcations à faible tirant d'eau en vue du débarquement.

## La prise de Damiette

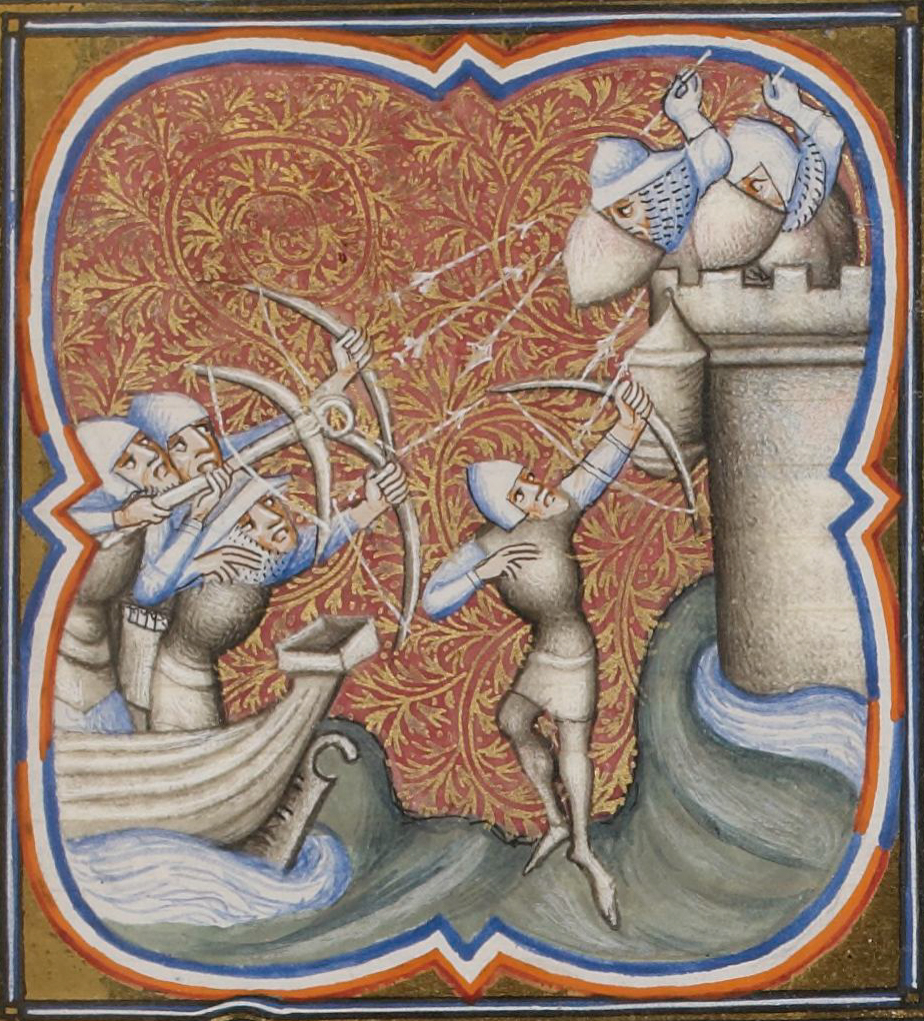
Arrivée de la flotte croisée à Damiette.

Soumis à un tir intensif de la part des archers et arbalétriers francs, les cavaliers et fantassins musulmans s'avancent dans la mer pour tenter de contrer l'invasion. Les croisés, dont Louis IX en personne, sautent à l'eau et parviennent à rejoindre le rivage. La bataille est gagnée sans pertes notables. Plusieurs émirs sont tués. Fakhr al-Din décide d’abandonner la plage et la flotte du sultan doit se replier.
Pris de panique, les habitants de Damiette évacuent leur ville pour fuir dans le delta du Nil, laissant Damiette, qui regorge de nombreuses richesses, à la merci des envahisseurs. Le 6 juin, les croisés peuvent entrer dans la ville, et s’en emparer. Tandis que « le commun peuple s'en prend aux folles femmes », le partage du butin suscite de longues discussions et Louis IX doit statuer. Il prend la décision de garder tous les grains pour assurer le ravitaillement de l'armée mais se heurte aux barons qui invoquent la coutume de n'accorder au roi que le tiers du butin. Saint Louis s'en tiendra à sa décision, malgré les protestations des seigneurs.
L’armée attend l’arrivée du reste de la flotte, dispersée par la tempête. Quand elle arrive, il est trop tard pour poursuivre l'invasion : la crue annuelle du Nil oblige les croisés à rester à Damiette pendant 6 mois. De son côté, le sultan fait pendre tous les officiers qui ont échappé au désastre. Sa proposition d’échanger Damiette contre les villes d’Ascalon, de Jérusalem et de Tibériade échoue. Refusant de s'avouer vaincu, il s’emploie à remettre de l'ordre au sein de son armée afin de reprendre le combat et rejeter les croisés à la mer.

## Notes et références

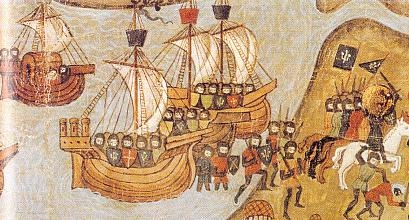
Le débarquement.

### Les participants de la croisade
| - Robert Ier, comte d’Artois, frère du roi, mort en 1250 à Mansourah. - Alphonse, comte de Poitiers, frère du roi. - Charles Ier, comte d’Anjou, frère du roi. - Pierre Mauclerc, duc de Bretagne. - Jean, sire de Joinville, sénéchal de Champagne. - Jean d’Apremont, seigneur de Sarrebruck - Érard II de Brienne-Ramerupt, mort à Mansourah. - Gaucher de Châtillon, comte de Nevers, mort à Shâramsâh | - Geoffroy de Sargines - Guillaume, comte de Salisbury, mort à Mansura - Gilles Ier, sire de Mailly, et son fils Jacques. - Dreux V, sire de Mello. - Raoul V Le Flamenc. - Raoul II, seigneur de Coucy, mort à Mansoura - Olivier de La Bourdonnaye. - Fourcaut du Merle, ancien gouverneur de Robert d'Artois, mort à Mansourah. |